# Râul Aiorman
Aiorman (Aliorman - Padurea lui Ali* în lb turcă) este un râuleț ce trece prin podișul Casimcei și se varsă în fluviul Dunărea în dreptul localității Peceneaga.